# Odynerus dilectus
Odynerus dilectus (лат.) — вид одиночных ос из семейства Vespidae.

## Распространение
Встречаются в Северной Америке: Канада, США.

## Описание
Длина переднего крыла самок 6,0—9,0 мм, а у самцов — 6,0—8,0 мм. Окраска тела в основном чёрная с жёлтыми отметинами. Строят в земле гнёзда (с 3—7 ячейками) с трубчатым входом (длиной до 3 см). Для кормления своих личинок добывают в качестве провизии личинок жуков-долгоносиков (Hypera postica (Gyll.), H. punctata F.; Curculionidae), изредка ловят гусениц бабочек.